# T'en souviens-tu la Seine (album)
 (juin 2021).
Si vous disposez d'ouvrages ou d'articles de référence ou si vous connaissez des sites web de qualité traitant du thème abordé ici, merci de compléter l'article en donnant les références utiles à sa vérifiabilité et en les liant à la section « Notes et références ».
Albums de Anne Sylvestre
Vous aviez ma belle Lazare et Cécile
T'en souviens-tu la Seine est un album d'Anne Sylvestre paru en 1964 chez Philips,. Initialement sans titre, il est parfois nommé No 3,, mais il a finalement pris le nom de la première chanson.

## Historique
Il s'agit du troisième et dernier album 25 cm d'Anne Sylvestre édité chez Philips. Il cesse rapidement d'être réédité, Philips regroupant la plupart des chansons enregistrées par l'artiste sur quatre 33 tours 30 cm.
Anne Sylvestre écrit et compose toutes les chansons.

## Titres
Face A :
| No | Titre                          | Durée |
| -- | ------------------------------ | ----- |
| 1. | T'en souviens-tu la Seine      | 3:08  |
| 2. | Marie                          | 4:20  |
| 3. | S'ils filent tous dans la lune | 2:25  |
| 4. | Douce-amère                    | 2:32  |

Face B :
| No | Titre                  | Durée |
| -- | ---------------------- | ----- |
| 1. | Les Amours de l'été    | 2:45  |
| 2. | Jérémie                | 2:25  |
| 3. | J'ai le cœur à l'ombre | 2:30  |
| 4. | La Payse               | 3:20  |

## Musiciens
- Barthélémy Rosso et son ensemble
- François Rauber et son ensemble[3]

## Production
- Philips
- Photographie : Henri Droux[3]